# Polyblastia bombospora
Polyblastia bombospora är en lavart som beskrevs av Theodor 'Thore' Magnus Fries och Almq.. Polyblastia bombospora ingår i släktet Polyblastia, och familjen Verrucariaceae. Arten är reproducerande i Sverige.